# Miss Universo 1970
Miss Universo 1971, ventesima edizione di Miss Universo, si è tenuta presso il Miami Beach Auditorium di Miami, negli Stati Uniti d'America l'11 luglio 1970. L'evento è stato presentato da Bob Barker. Marisol Malaret, Miss Porto Rico, è stata incoronata Miss Universo 1970.

## Risultati

### Piazzamenti
| Risultato finale   | Concorrente |
| ------------------ | --- |
| Miss Universo 1970 | - Porto Rico - Marisol Malaret |
| 2ª classificata    | - Stati Uniti - Deborah Shelton |
| 3ª classificata    | - Australia - Joan Lydia Zealand |
| 4ª classificata    | - Giappone - Jun Shimada |
| 5ª classificata    | - Argentina - Beatriz Martha Gross |
| Top 15             | - Brasile - Eliane Fialho Thompson - Cecoslovacchia - Kristina Hanzalová - Grecia - Angelique Bourlessa - Guam - Hilary Anne Best - Hong Kong - Mabel Hawkett - Italia - Anna Zamboni - Malaysia - Josephine Lena Wong Jaw Leng - Svezia - Britt Johansson - Svizzera - Diane Jane Roth - Venezuela - Bella La Rosa |

### Riconoscimenti speciali
| Riconoscimento        | Concorrente                               |
| --------------------- | ----------------------------------------- |
| Miss Congeniality     | - Guam - Hilary Anne Best                 |
| Miss Photogenic       | - Bermuda - Margaret Hill                 |
| Expo Queen            | - Malaysia - Josephine Lena Wong Jaw Leng |
| Best National Costume | - Bolivia - Roxana Brown Trigo            |

## Concorrenti
- Argentina - Beatriz Marta Gros
- Aruba - Linda Annette Richmon
- Australia - Joan Lydia Zealand
- Austria - Evi Ilfriede Kurz
- Bahamas - Antoinette Patrice DeGregory
- Belgio - Francine Martin
- Bermuda - Margaret Hill
- Bolivia - Roxana Brown Trigo
- Brasile - Eliane Fialho Thompson
- Canada - Norma Joyce Hickey
- Cecoslovacchia - Kristina Hanzalová
- Ceylon - Yolanda Shahzadi Ahlip
- Cile - Soledad Errazuriz Garcia Moreno
- Colombia - Maria Luisa Riascos Velasquez
- Corea del Sud - Yoo Young-ae
- Costa Rica - Lillian Berrocal
- Curaçao - Nilva Maduro
- Danimarca - Winnie Hollmann
- Ecuador - Zoila Montesinos Rivera
- Filippine - Simonette Berenguer De Los Reyes
- Finlandia - Ursula Rainio
- Francia - Françoise Durand-Behot
- Galles - Sandra Cater
- Germania - Irene Neumann
- Giamaica - Sheila Lorna Neil
- Giappone - Jun Shimada
- Grecia - Angelique Bourlessa
- Guam - Hilary Ann Best
- Honduras - Francis Irene Van Tuyl
- Hong Kong - Mabel Hawkett
- India - Veena Sajnani
- Inghilterra - Yvonne Anne Ormes
- Irlanda - Rita Doherty
- Islanda - Erna Johannesdottir
- Israele - Moshit Tsiporin
- Italia - Anna Zamboni
- Jugoslavia - Snezana Dzambas
- Libano - Georgette Gero
- Lussemburgo - Josee Reinert
- Malaysia - Josephine Lena Wong
- Malta - Tessie Pisani
- Messico - Libia Zulerna Lopez Montemayor
- Nicaragua - Graciela Salazar Lanzas
- Norvegia - Vibeke Steineger
- Nuova Zelanda - Glenys Elizabeth Treweek
- Paesi Bassi - Maureen Joan Renzen
- Panama - Berta Lopez Herrera
- Paraguay - Teresa Mercedez Britez Sullow
- Perù - Cristina Malaga Butron
- Porto Rico - Marisol Malaret Contreras
- Portogallo - Ana Maria Diozo Lucas
- Repubblica Democratica del Congo - Marie-Josee Basoko
- Rep. Dominicana - Sobeida Fernandez Reyes
- Scozia - Lee Hamilton Marshall
- Singapore  - Cecilia Undasan
- Spagna - Noelia Afonso Cabrera
- Stati Uniti - Debbie Dale Shelton
- Suriname - Ingrid Mamadeus
- Svezia - Britt Johansson
- Svizzera - Diane Jane Roth
- Tunisia - Zohra Tabania
- Turchia - Asuman Tugberk
- Uruguay - Renee Buncristiand
- Venezuela - Bella Mercedes La Rosa De La Rosa